# Plébániaház (Hatvan)

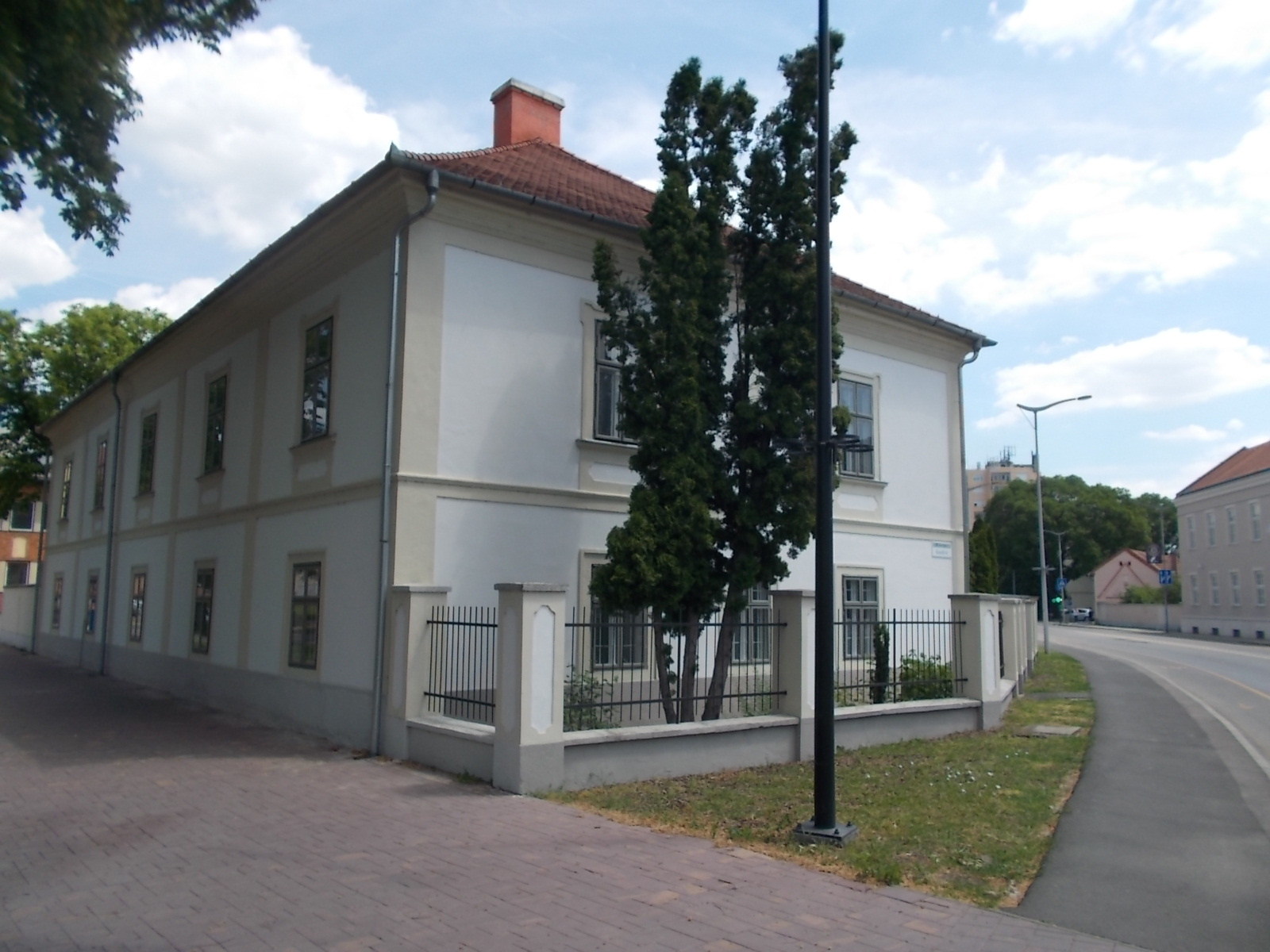

A hatvani Szent Adalbert-plébániatemplom plébániaháza a város főterén (Kossuth tér), a 30. főközlekedési útnak a templommal átellenes oldalán áll. Helyrajzi száma: 3013; műemlékvédelmi törzsszáma 2125.
A 18. század első harmadában épült. 1736-ban annyira közel állt az összeomláshoz, hogy gróf Starhemberg Gundaker Tamás helyrehozatta. Eredetileg földszintes volt, de még a 18. században ráépítettek egy emeletet.
A téglalap alaprajzú, emeletes, nyeregtetős épület szabadon áll. Homlokzata öttengelyes. Földszinti és emeleti tereit is csehsüvegboltozat fedi.
Itt őrzik a település historia domusát, amit a 18. század végén Stettner Bernát prépost kezdett el írni. E falak között lakott 1847-ben Horváth Mihály prépost is, aki később püspök, majd kultuszminiszter lett.